# Uruguai als Jocs Panamericans

Bandera de l'Uruguai.

L'Uruguai participà per primera vegada als Jocs Panamericans el 1951 i, des d'aquell moment, envia atletes per a competir als Jocs Panamericans cada quatre anys.
Els atletes uruguaians van guanyar un total de 80 medalles: 11 d'or, 25 d'argent i 44 de bronze.
El Comitè Olímpic Nacional de l'Uruguai va ser creat el 1923 i va ser reconegut pel Comitè Olímpic Internacional el mateix any.
| Any   | Seu             | Or | Argent | Bronze | Total |
| ----- | --------------- | -- | ------ | ------ | ----- |
| 1951  | Buenos Aires    | 0  | 0      | 0      | 0     |
| 1955  | Winnipeg        | 0  | 6      | 3      | 9     |
| 1959  | Cali            | 1  | 3      | 4      | 8     |
| 1963  | Winnipeg        | 4  | 1      | 8      | 13    |
| 1967  | Winnipeg        | 0  | 1      | 4      | 5     |
| 1971  | Cali            | 0  | 1      | 4      | 5     |
| 1975  | Ciutat de Mèxic | 0  | 0      | 2      | 2     |
| 1979  | San Juan        | 0  | 0      | 0      | 0     |
| 1983  | Caracas         | 1  | 0      | 2      | 3     |
| 1987  | Indianapolis    | 2  | 2      | 3      | 7     |
| 1991  | L'Havana        | 0  | 1      | 0      | 1     |
| 1995  | Mar del Plata   | 1  | 4      | 3      | 8     |
| 1999  | Winnipeg        | 0  | 1      | 3      | 4     |
| 2003  | Santo Domingo   | 2  | 1      | 5      | 8     |
| 2007  | Rio de Janeiro  | 0  | 1      | 2      | 3     |
| 2011  | Guadalajara     | 0  | 3      | 2      | 5     |
| Total | Total           | 11 | 25     | 44     | 80    |